# Grigori Jefimowitsch Kasarnowski
Grigori Jefimowitsch Kasarnowski (russisch Григорий Ефимович Казарновский; * 2. Augustjul. / 14. August 1887greg. in Schklow im Gouvernements Mogiljow; † 7. Mai 1955 in Stalinsk) war ein russischer Metallurg.

## Leben
Früh verwaist wuchs Kasarnowski beim Onkel auf. Er studierte am St. Petersburger Polytechnischen Institut und arbeitete dann in den Hüttenwerken im Ural und im Donbass.
1921 wurde Kasarnowski Geschäftsführungsassistent des Gurjewsker Hüttenwerks, das nun saniert wurde. Er leitete den Bau des Hochofens, die Inbetriebnahme der Siemens-Martin-Öfen und die Herstellung der Eisenbahnverbindung Gurjewsk-Belowo.
Im Sommer 1929 wurde Kasarnowski als Michail Kurakos Schüler und Kollege auf Einladung Iwan Bardins Mitarbeiter des im Bau befindlichen Kusnezker Hüttenkombinats im Kusbass und leitete die technische Abteilung.
Kasarnowskis Grab befindet sich in dem Birkenhain des Nowokusnezker Pantheons der Kusnezker Metallurgen in einer Reihe mit dem Grab seines Freundes Michail Kurako. Eine Passage in Nowokusnezk trägt Kasarnowskis Namen.

## Ehrungen
- Leninorden (zweimal)
- Orden des Roten Sterns
- Orden des Vaterländischen Krieges I. Klasse
- Orden des Roten Banners der Arbeit (zweimal)
- Stalinpreis II. Klasse (1947) für die Entwicklung und Einführung einer schnellen Methode der Hochofensanierung